# Сюмер (квартал на Истанбул)
„Сюмер“ (на турски: Sümer) е квартал на Истанбул, разположен в околия Зейтинбурну. Общата му площ е 0,66 км2. Според данни на Адресната система за регистриране на населението (ABPRS) към 2023 г. населението на „Сюмер“ е 38 577 жители.